# 23771 Emaitchar
23771 Emaitchar è un asteroide della fascia principale. Scoperto nel 1998, presenta un'orbita caratterizzata da un semiasse maggiore pari a 2,3449629 UA e da un'eccentricità di 0,2113341, inclinata di 4,21178° rispetto all'eclittica.